# Stade Béthune
Der Stade Béthunois Football Club oder kurz Stade Béthune ist ein französischer Fußballverein aus Béthune im Département Pas-de-Calais.
Die Vereinsfarbe ist Marineblau. Die Ligamannschaft tritt heutzutage im Stade Municipal de Béthune an, das über eine Kapazität von rund 1.500 Zuschauerplätzen verfügt.

## Geschichte
Gegründet wurde der Klub 1902, einem Jahr, in dem es in Nordfrankreich zu einer regelrechten „Neugründungswelle“ von Fußballvereinen kam. Es handelte sich um einen der zahlreichen Bergarbeitervereine in der Region, bei denen Spieler, Funktionäre und Zuschauer ganz überwiegend demselben sozialen Milieu entstammten. In der Saison 1936/37 setzte sich die höchste Amateurspielklasse des Nordens, zu der auch Stade Béthune gehörte, sogar ausschließlich aus solchen „Kumpelklubs“ zusammen.
1938 und 1949 gewann Stade Béthunois die französische Amateurmeisterschaft, stand zudem 1947 im Endspiel dieses Wettbewerbs, in dem es dem FC Gueugnon unterlag. 1938 schaltete Stade Béthune dabei zunächst Stade Reims aus und setzte sich im Finale gegen den FC Scionzier mit 2:1 durch. Bei Stade Béthunes erneutem Titelgewinn 1949 besuchte eine für Amateurverhältnisse überdurchschnittliche Zuschauerzahl das heimische Stadion, so beispielsweise 6.900 Besucher im Ligaspiel gegen den Nachbarn US Auchel und über 5.700 Zahlende in der Meisterschaftsendrunde gegen die Amateurelf aus Roanne. Mit dem Niedergang des Bergbaus in Nordfrankreich in den 1960ern verschwand auch dieser „Kumpelverein“, der bis ins 21. Jahrhundert nur noch zwischen vierter und siebter Ligenstufe pendelte, aus dem landesweiten Blickfeld.

## Ligazugehörigkeit und Erfolge
Der Verein hat bisher noch nie Profistatus besessen und auch noch nie in der höchsten oder zweithöchsten französischen Division gespielt. Als Béthune 1935 den Schritt in den Professionalismus gehen wollte, wurde seine Aufnahme aufgrund fehlender finanzieller Perspektiven vom Landesverband abgelehnt. Von 1933 bis 1954 spielte er aber ununterbrochen in der höchsten Amateurliga, der Division d’Honneur bzw. dem 1948 neu eingeführten, landesweiten Championnat de France Amateur (CFA), anschließend bis 1993 durchgehend noch in der vierten Spielklasse.
Erfolgreicher war der Stade Béthunois FC im Landespokalwettbewerb um die Coupe de France, in dem er es zwischen 1926/27 und zuletzt 1963/64 auf insgesamt 14 Hauptrundenteilnahmen brachte. Der zeitliche Schwerpunkt dieser Erfolge lag dabei zwischen Mitte der 1930er und Mitte der 1950er Jahre, freilich unterbrochen von der Zeit der deutschen Besetzung, als die Mannschaften aus dem grenznahen Kohlebecken besonderen Restriktionen unterworfen waren. Bei nahezu der Hälfte ihrer Teilnahmen überstand die Elf aus Béthune auch die erste Runde, erreichte vier Mal das Sechzehntel- (1939, 1947, 1949 und 1954) und zweimal das Achtelfinale (1938, 1948). 1937/38 hatte Stade mit dem Cercle Athlétique Paris und Racing Union Calais zunächst zwei professionelle Zweitdivisionäre ausgeschaltet, wofür jeweils zwei Begegnungen erforderlich waren, weil die erste auch nach Verlängerung unentschieden gestanden hatte. In der anschließenden Runde der 16 besten Mannschaften unterlag Béthune dann den erstklassig spielenden nordfranzösischen Nachbarn des SC Fives. Zehn Jahre später hatten die Béthunois es etwas einfacher, bezwangen mit der ES Bully und CA Valenciennes zunächst zwei andere Bergarbeiter- und Amateurklubs aus der Region und unterlagen dann den Profis von Stade Français Paris deutlich.
In der Saison 2013/14 tritt die Ligamannschaft von Stade Béthune in der sechstklassigen Division d’Honneur an.

## Bekannte ehemalige Spieler und Trainer
- Dominique Corroyer, Trainer 2003–2006
- Louis Dugauguez, Spieler 1934–1938
- Louis Hermant, Torjäger und Nordfrankreich-Auswahlspieler („Die Löwen von Flandern“) Ende der 1930er und Anfang der 1940er Jahre[14]